# Renzo Fubini
Renzo Fubini (Milano, 30 settembre 1904 – Auschwitz, 14 settembre 1944) è stato un economista italiano di origine ebraica, vittima dell'Olocausto.

## Biografia
Nato a Milano, Renzo Fubini si laureò a Torino con Luigi Einaudi nel 1926 con una tesi sugli effetti comparati dell'imposizione sul reddito e dell'imposta di successione. Dopo un primo incarico presso l'Università di Bari, fu dal 1935 professore di scienza delle finanze e poi di economia politica all'Università di Trieste. Subite le conseguenze delle leggi razziali del 1938, in quanto ebreo, con l'allontanamento dall'insegnamento, arrestato a Ivrea nel gennaio 1944, fu deportato ad Auschwitz, dove morì in data non precisabile dello stesso anno.

## Opere
- Elementi di economia generale e corporativa con cenni di statistica e finanza, Firenze, 1937